# Agostina Pelozo
María Agostina Pelozo, née le 19 novembre 1999 à Rosario (Argentine), est une joueuse internationale argentine de volley-ball évoluant au poste de libéro.

## Biographie

### Carrière
Originaire de la province de Santa Fe, sa carrière débute au Rosario Sonder (es) (2016–2018) avant de se poursuivre au Club Atlético Villa Dora (es) (2018–2020). En 2020, elle rejoint le club du CEF 5 La Rioja avant d'évoluer au Gimnasia y Esgrima La Plata lors de la saison suivante. Avec ce dernier, elle reçoit le Prix Jorge Newbery (es), récompensant le meilleur volleyeur de l'année 2021.
Lors de l'intersaison 2022, elle rejoint le Championnat de Slovaquie en s'engageant pour le VKP Bratislava. Avec le club slovaque, elle remporte la Coupe nationale en 2023.
En 2023, elle retrouve le Championnat d'Argentine en signant avec le club de Rosario Sonder (es),.

### Équipe nationale argentine
Avec la sélection argentine des moins de 20 ans, elle prend part au Championnat du monde en 2017 (en), où l'équipe se classe 12e.  
Elle intègre pour la première fois l'équipe d'Argentine lors de la saison internationale 2021, où elle dispute notamment le Championnat d'Amérique du Sud, conclut à la 3e place. 
Elle fait partie de la liste des 14 joueuses retenues par le sélectionneur Hernán Ferraro (es) pour le Championnat du monde 2022 où l'équipe se classe 16e.
Elle est finaliste du championnat d'Amérique du Sud en 2023, remporté par le Brésil.
En 2023, elle remporte la Coupe panaméricaine. Elle réitère cette performance lors de la Coupe panaméricaine 2024, après la victoire en finale face aux États-Unis.

## Clubs
- CEF 5 La Rioja (2020–2021)
- Gimnasia y Esgrima La Plata (2021–2022)
- VKP Bratislava (2022–2023)
- Rosario Sonder (es) (2023–)

## Palmarès

### En sélection nationale
- Championnat d'Amérique du Sud :
  - Finaliste en 2023.
  - 3e place en 2021.

- Coupe panaméricaine (2) :
  - Vainqueur en 2023, 2024.

### En club
- Championnat d'Argentine :
  - Finaliste en 2022.

- Championnat de Slovaquie :
  - Finaliste en 2023.

- Coupe de Slovaquie (1) :
  - Vainqueur en 2023.